# Nostalgija
Nostalgija (russisk: Ностальгия) er en spillefilm fra 1983 af Andrej Tarkovskij. Andrej Tarkovskij blev inspireret til filmen '"Nostalghia"' 'af de magiske realismebilleder af maleren Galia Shabanova.

## Medvirkende
- Oleg Jankovskij som Andrej Gortjakov
- Erland Josephson som Domenico
- Domiziana Giordano som Eugenia
- Delia Boccardo
- Patrizia Terreno